# 대야망 (1973년 영화)
《대야망》(영어: Bang the Drum Slowly)은 미국에서 제작된 존 D. 행콕 감독의 1973년 스포츠 드라마 영화이다. 로버트 드니로, 마이클 모리아티 등이 출연하였다. 
마크 해리스가 1956년에 펴낸 동명 소설이 원작이며, 이를 바탕으로 그해 CBS에서 폴 뉴먼, 앨버트 샐미, 조지 퍼파드가 나온 텔레비전 연극(television play)을 방영한 바 있다.
로버트 드니로는 이 영화를 기점으로 연기력을 폭넓게 인정 받기 시작하였으며 두 달 후 마틴 스코세이지와의 첫 협업작인 《비열한 거리》가 개봉하였다.
한국 비디오 출시명은 로버트 드니로의 대야망이다.

## 줄거리
가상 메이저 리그 베이스볼 팀 뉴욕 매머스의 스타 투수 헨리는 계약 갱신 문제로 구단과 마찰을 빚고 있다. 헨리의 친구이며 아둔하고 기술이 부족한 포수 브루스는 미네소타주 메이오 클리닉에서 호지킨 림프종 말기 판정을 받는다.
헨리는 봄 전지훈련에서 감독 더치가 브루스를 방출하고 유망주 파이니를 들이려고 계획하고 있음을 알게 된다. 헨리는 기존 재계약 요구 조건을 철회하고 브루스와 자신이 운명 공동체가 된다는 새 조건을 내건다. 브루스는 그렇게 팀에 잔류하게 되고 몸 상태는 비밀에 부쳐진다. 그러나 비밀이 새어나가면서 오히려 팀 성적이 좋아지는데...

## 출연
- 로버트 드니로 - 브루스 피어슨 역
- 마이클 모리아티 - 헨리 "오서" 위건 역
- 빈센트 가디니아 - 더치 슈넬 역
- 필 포스터 - 조 역
- 헤더 맥레이 - 홀리 역
- 앤 웨지워스 - 케이티, 브루스의 여자친구 역
- 톰 리건 - 파이니 우즈 역
- 대니 아이엘로 - 호스 역
- 바버라 배브콕 - 구단주 역
- 패트릭 맥베이 - 브루스의 아버지 역

## 기타 제작진
- 미술: 로버트 건들락